# Rhinella lilyrodriguezae
Rhinella lilyrodriguezae é uma espécie de anuro da família Bufonidae, que é encontrada no Parque Nacional Cordillera Azul, no Peru.
Algumas das características marcantes da espécie são o focinho alongado e a mudança de cor entre o dia e a noite, ficando mais clara ao decorrer do dia.
Foi descrita no dia 12 de maio de 2017 por quatro pesquisadores na revista ZooKeys. Seu nome é uma homenagem a pesquisadora Lily Rodriguez, responsável pela descoberta de várias espécies e pela criação de vários parques nacionais no Peru. Ainda não possui um estado de conservação oficial definido, mas os pesquisadores a classificam como espécie deficiente de dados.

## Taxonomia
A espécie foi descrita no dia 12 de maio de 2017, pelos biólogos Juan C. Cusi, Jiří Moravec, Edgar Lehr e Václav Gvoždík, na revista científica ZooKeys. Foi descrita como pertencente ao gênero Rhinella, mas especificamente ao clado da Rhinella festae, cujo resultado foi descoberto a partir de análises genéticas e moleculares. No total, foram coletados seis indivíduos no Parque Nacional Cordillera Azul em 2013, e o holótipo foi encontrado em Alto Biavo, numa altitude de 1 260 metros, no dia 27 de setembro de 2013, e se tratava de uma fêmea prenha. Foi diagnosticada como uma nova espécie por ter uma série de características únicas, tais como, ter um tamanho avantajado, ter oito vértebras pré-sacrais, com o sacro fundido com o cóccix, focinho alongado e pontudo e pela sua coloração. Também foram feitos exames genéticos no gene mitocondrial 16S rRNA, atestando sua especialização. Recebeu o nome de Rhinella lilyrodriguezae em homenagem a herpetóloga Lily Rodriguez, pelas suas descobertas na área dos anfíbios peruanos e por promover a criação de vários parques naturais no Peru, como o qual onde a espécie foi descoberta.

## Distribuição e conservação
Atualmente, o único local onde a espécie já foi encontrada é o Parque Nacional Cordillera Azul, no distrito de Alto Biavo, no norte do Peru, com elevações entre 1 245 e 1 280. Nesse local há poluição sonora e extração de madeira e solo, que em conjunto com hábitos da população local, como a caça de subsistência e a pesca extensiva, ameaçam a biodiversidade local. Até o momento a espécie ainda não foi categorizada pela União Internacional para a Conservação da Natureza (IUCN), não havendo então um estado de conservação oficial, mas os pesquisadores sugerem sua classificação como espécie deficiente de dados. Com a sua descoberta, são totalizados 94 espécies do género Rhinella.

## Descrição

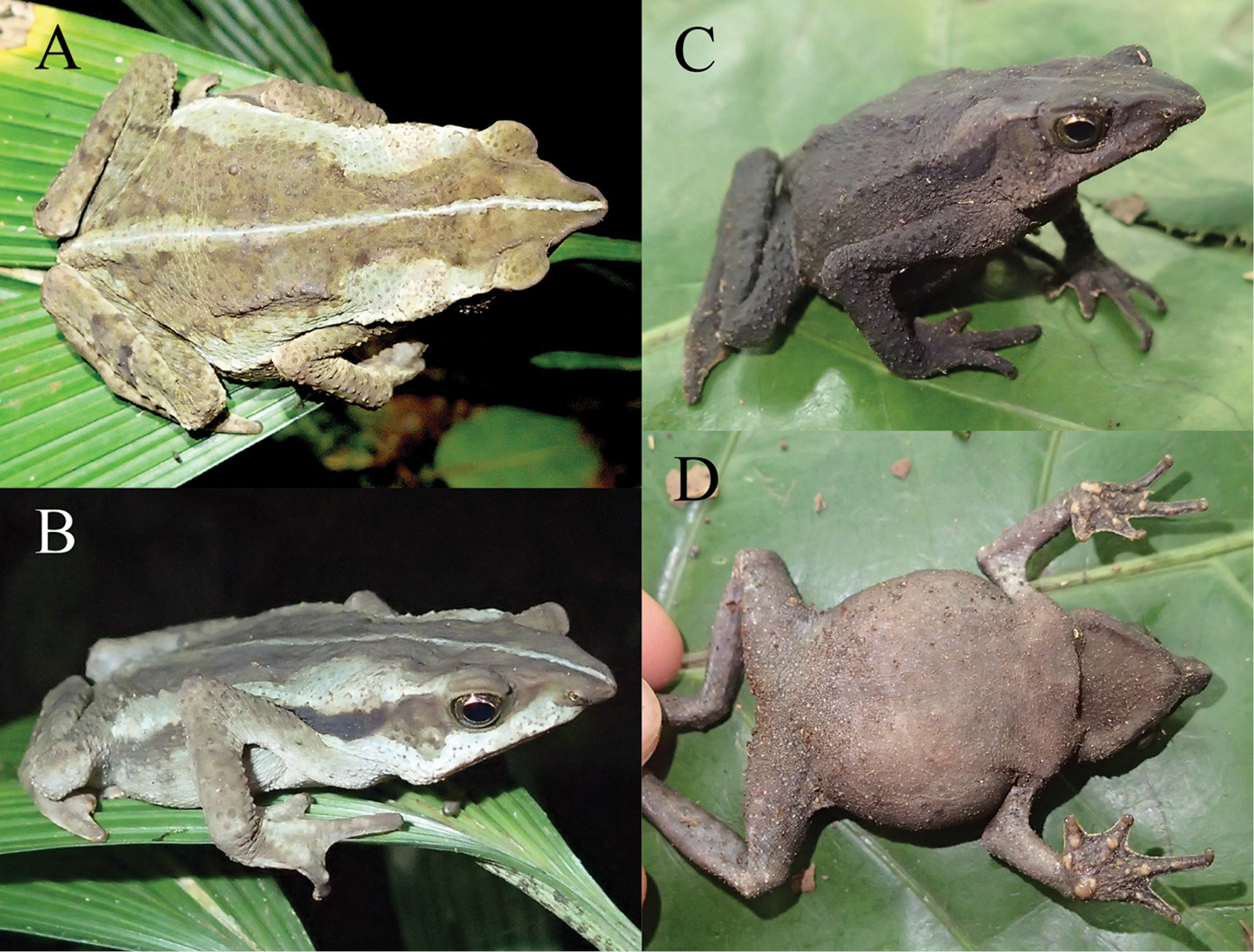
A esquerda, um individuo durante a noite, e à direita, um indivíduo durante o dia.

As fêmeas medem entre 47,1 e 58,3 milímetros e não é conhecido o tamanho dos machos, sendo que 30% de seu comprimento corresponde a sua cabeça, que triangular quando vista de cima e mais estreita que o corpo. Seu focinho é alongado, com a ponta arredondada, longo, protuberante e direcionado para a região anteroventral (parecido com o de um tubarão). Seu canthus rostralis é arredondado, com a região loreal concava e narinas são pequenas, redondas, direcionadas para as laterais e não são salientes. O anel timpânico é fracamente definido, com a membrana timpânica superficial presente, e não há contato com as glândulas parotóides, que são relativamente grandes. Seu dorso é coberto por tubérculos pequenos, arredondados e elevados, com a ponta queratinizada. Sua língua é fina, sendo 2,5 vezes maior que o corpo e sua coana é pequena e oval.
Durante o dia, seu dorso e seus flancos apresentam coloração marrom-escuro, com manchas verde-escuro distribuídas entre a região sacral e as glândulas parotóides, e a garganta é cinza-escuro. Sua íris é verde-prateada, com pintas pretas irregulares. Durante a noite, seu dorso fica marrom-claro, com uma linha cinza-esbranquiçada entre o focinho e a cloca e a ponta do focinho, olho, sobrancelha e a coroa da cabeça ficam cinza-claro.

## Ecologia
É uma espécie noturna e semiarborícola, com todos os indivíduos encontrados a noite entre às 20:33 e 22:49, no horário local, em folhas de arbustos que estavam entre dez e cem centímetros de altura. Uma das fêmeas encontradas estava prenha, contendo 185 ovos nos seus ovários. A presença de ovos pigmentados, grandes e em grande número e a associação de indivíduos com corpos d'água, faz se imaginar que os girinos sejam endotróficos, podendo ter desenvolvimento direto ou o desenvolvimento de girinos que não se alimentam em água ou solo úmido. Não existem registros sobre sua vocalização.